# Johann-Ludwig-Schneller-Schule
Die Johann-Ludwig-Schneller-Schule ist eine Bildungseinrichtung im Libanon. Sie führt die Arbeit des im Jahr 1860 erbauten Syrischen Waisenhauses in Jerusalem fort. Die Schule wird vom Evangelischen Verein für die Schneller-Schulen (EVS) e.V. aus Deutschland unterstützt.

## Geschichte

### 1860 bis 1940: Syrisches Waisenhaus in Jerusalem

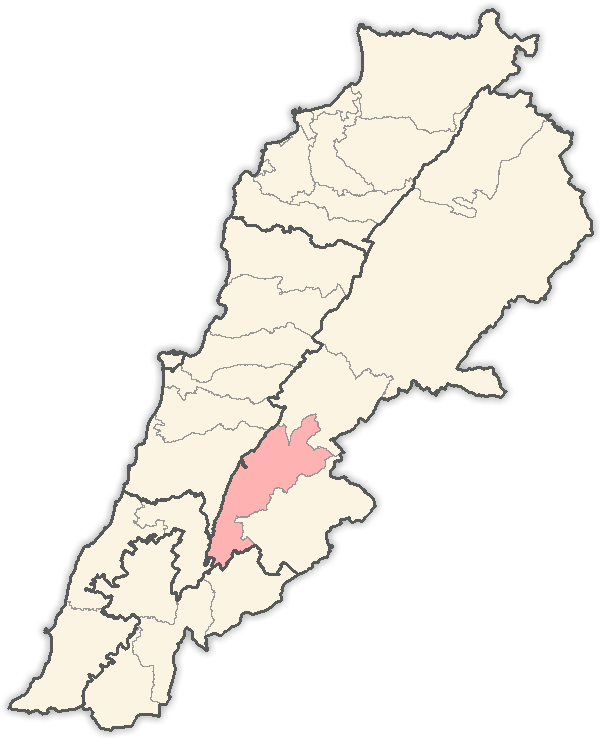
Bekaa-Ebene im Libanon

Der in Württemberg geborene deutsche Pfarrer Johann Ludwig Schneller gründete 1860 das Syrische Waisenhaus in Jerusalem. Unter Leitung der Familie Schneller entwickelte und erweiterte sich das Waisenhaus, welches Generationen von Schülern Betreuung, Bildung und Berufsausbildung bot, weiter. Um 1900 war das Gebiet des Syrischen Waisenhauses der größte zusammenhängende Baukomplex außerhalb der ummauerten Altstadt von Jerusalem. Das Waisenhaus überstand den Ersten Weltkrieg und setzte danach seinen Dienst bis zum Beginn des Zweiten Weltkrieges fort. Pfarrer Hermann Schneller, der Enkel des Gründers und damalige Direktor der Einrichtung, wurde bei Kriegsbeginn von der britischen Mandatsregierung nach Australien deportiert. Sämtliche Besitztümer des früheren Syrischen Waisenhauses in Palästina wurden 1948 enteignet, weil sie deutschen Staatsbürgern gehörten.
Das Waisenhaus wurde an verschiedene Orte verlegt. So wurden Bethlehem und Nazareth in Palästina wie auch Chimlan und Zahlé im Libanon jeweils für kurze Zeit zu neuen Standorten.

### 1951 bis heute: Schneller Schule im Libanon
1951 kehrte Hermann Schneller aus dem Exil zurück in den Libanon und mietete nach längerer Suche ein Hotel in Zahlé, einer der bedeutendsten Städte in der Bekaa-Ebene. Dort nahm er den Schulbetrieb mit 12 Waisenkindern wieder auf. Am 24. März 1952 wurde der Grundstein für den Bau eines neuen Waisenhauses in Khirbet Qanafar, West Bekaa, gelegt.  Ende November konnten die ersten Gebäude bezogen werden. Zunächst wurde die Einrichtung noch unter der ursprünglichen Bezeichnung „Syrisches Waisenhaus“ geführt, dann wurde ihr mit „Johann-Ludwig-Schneller-Schule“ ein neuer Name gegeben. Um zu vermeiden, dass sich eine Enteignung wiederholte, ließ Pfarrer Hermann Schneller allen Besitz der neu gegründeten Johann-Ludwig-Schneller-Schule auf die Evangelische Nationalkirche von Beirut (NECB) eintragen. Seit 1972 trägt die Kirche diese Verantwortung in Partnerschaft mit dem Evangelischen Verein für die Schneller-Schulen (EVS) und der Evangelischen Mission in Solidarität (EMS). Der Evangelische Verein für die Schneller-Schulen hat zwei Sitze in den örtlichen Verwaltungsgremien.

## Aufgaben

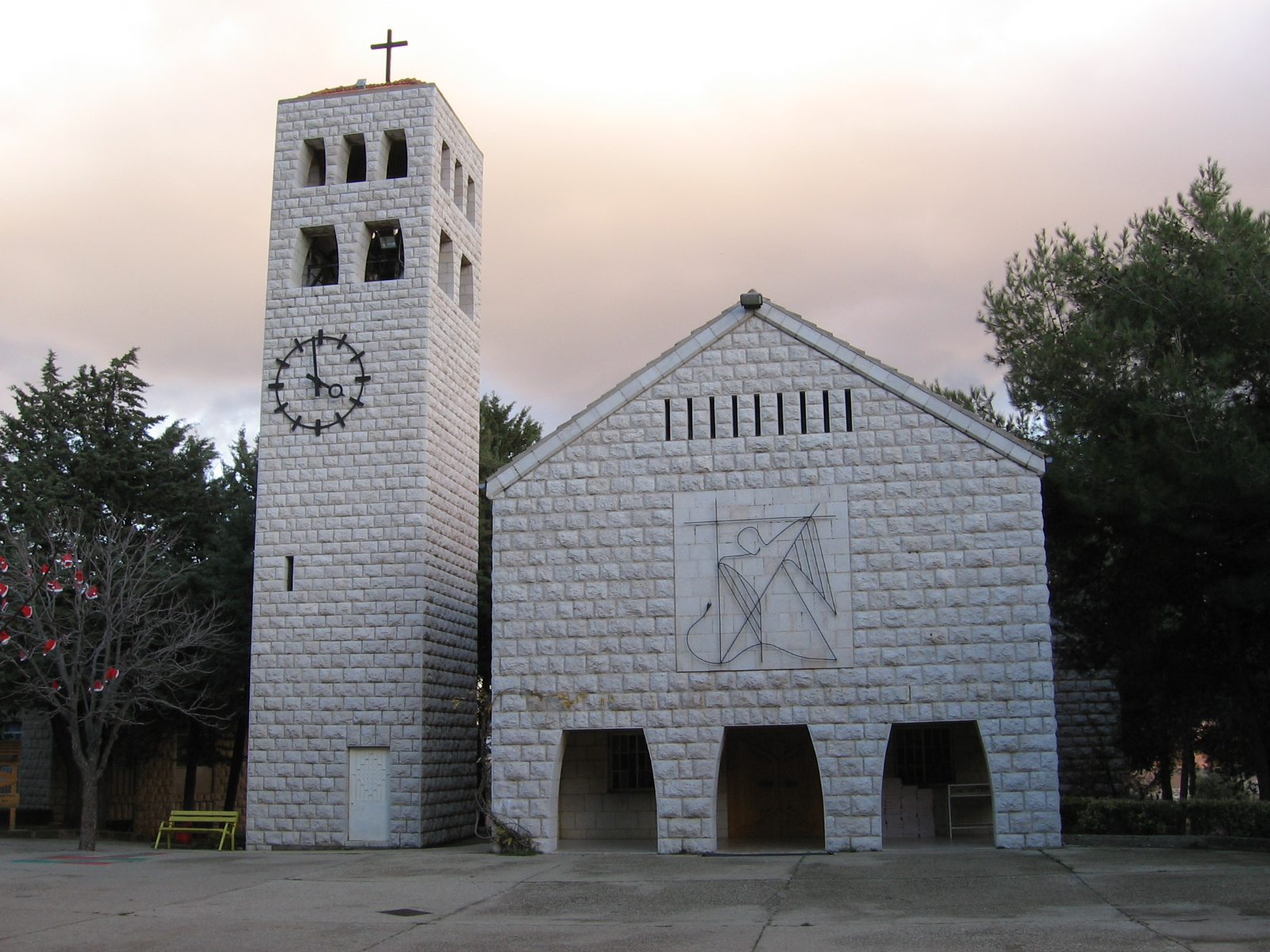
Kirche der Johann-Ludwig-Schneller-Schule

Ziel der Johann-Ludwig-Schneller-Schule ist es, benachteiligten Kindern ein gesundes Aufwachsen zu ermöglichen – ungeachtet ihrer Herkunft, Nationalität, Religionszugehörigkeit oder ihres Geschlechts. Das Motto lautet „Erziehung zum Frieden“. Im Internat der JLSS lebten im Schuljahr 2018/19 insgesamt 101 Kinder. Die Kinder sind zwischen drei und zwanzig Jahre alt und aufgeteilt auf „Internatsfamilien“. Alle christlichen und muslimischen Denominationen des Libanon sind vertreten. Die meisten Schüler sind Libanesen, es gibt jedoch auch Syrer und Palästinenser.
Zusätzlich zu den Internatskindern besuchten weitere 154 Tagesschüler aus der näheren Umgebung die Schule. Je nach Begabung und Möglichkeiten der Schüler wird ein schulischer Abschluss oder eine Berufsausbildung angeboten. Das Berufsausbildungsprogramm umfasst folgende Berufsfelder: Automechanik, Industriemechanik, Schreinerhandwerk, Elektrik und Schneiderhandwerk.
Die Schule hat etwa 70 Angestellte: Erzieher, Lehrer, Ausbilder, Facharbeiter, Mitarbeiter in der Verwaltung, Köche, Bäcker, ein Schularzt, Psychologen und andere.
Etwa 100 Morgen Ackerland gehören zur Fläche der JLSS. Teile davon werden zum Apfel- und Olivenanbau genutzt oder sind an das bekannte libanesische Weingut Château Ksara verpachtet. Die schuleigene Bäckerei produziert Brot- und Backwaren, überwiegend nach deutschen Rezepten, für den eignen Gebrauch und zum Verkauf.

## Bürgerkrieg in Syrien
Da viele Familien vor dem Bürgerkrieg in Syrien in den Libanon fliehen, nahm die Schulleitung der JLSS bereits 2012 syrische Flüchtlingskinder auf. Im Krieg und auf der Flucht erlebten die Mädchen und Jungen Gewalt, religiöse Abgrenzung oder den Verlust eines Elternteils – viele von ihnen sind stark traumatisiert. Über 40 dieser Kinder wurden bislang im Internat der Schneller-Schule aufgenommen. Sie alle erhalten kostenlosen Unterricht, Schulspeisung, Unterrichtsmaterialien und psychologische Betreuung.
Darüber hinaus bietet die Schule alleinerziehenden syrischen Müttern eine Kurzausbildung in ihren Werkstätten an. In den Kursen lernen die Flüchtlingsfrauen beispielsweise nähen und können nach erfolgreichem Abschluss eigenständig arbeiten und Geld erwirtschaften.

## Evangelischer Verein für die Schneller-Schulen e.V.
Der Evangelische Verein für die Schneller-Schulen e.V. (EVS) unterstützt und begleitet die Arbeit der Johann-Ludwig-Schneller-Schule im Libanon.
Erziehung zum Frieden im Nahen Osten ist eine Idee, die Johann Ludwig Schneller schon 1860 mit der Gründung des Syrischen Waisenhauses umsetzte. Er gab Waisenkindern und Kindern aus armen Familien ungeachtet ihrer Religion ein Zuhause, ermöglichte ihnen eine Schul- und Berufsausbildung und bot ihnen so die Chance auf ein eigenständiges Leben. Diese Idee zu unterstützen, darin sieht der EVS auch heute noch seine besondere Aufgabe.
Neben dem Bemühen um Spenden für die beiden Schneller-Schulen in Jordanien und dem Libanon informiert der Verein bei Veranstaltungen und in seinen Publikationen, insbesondere im Schneller-Magazin, das vier Mal im Jahr erscheint, über Kirchen und Christen im Nahen Osten.
Bis 1994 hieß der EVS „Verein für das Syrische Waisenhaus“. Dieser „Verein für das Syrische Waisenhaus“ mit Sitz in Köln wurde von Ludwig Schneller ins Leben gerufen, um die Einrichtungen zu begleiten und zu fördern. Der EVS ist ein Gründungsmitglied der Evangelischen Mission in Solidarität – Gemeinschaft evangelischer Kirchen und Missionen und versteht seine Arbeit als Teil der weltweiten ökumenischen Beziehungen in der EMS-Gemeinschaft. Er arbeitet partnerschaftlich mit den Trägerkirchen der Schneller-Schulen zusammen, die beide Mitgliedskirchen der EMS sind.